# Toczenica
Toczenica (Pierścień, ang. Annulet, fr. Annelet) – mobilium herbowe, podobnie jak prawda przedstawiane w formie obrączki. Wywodzić się ma ze skręconej i zwiniętej w okrąg chusty, mającej za zadanie utrzymać na miejscu chustę rozpostartą na hełmie rycerskim, chroniącą go przed nagrzaniem.

## Występowanie w herbach
- W herbie Amadej, orłek trzyma toczenicę w dziobie.
- W herbie Drogosław, jednym z elementów jest połutoczenica.
- W herbie Ogończyk, pół strzały jest zaćwieczone na połutoczenicy.
- W herbie Szaława, krzyże są zaćwieczone wewnątrz toczenicy.